# Klasyfikacja Wyrobów i Usług
Klasyfikacja Wyrobów i Usług (KWiU) – klasyfikacja działalności stosowana w Polsce od 1991 r. do końca czerwca 1999 r. (w wąskim zakresie utrzymano ją do końca 2000 r.).
Stanowiła polski odpowiednik Classification of Products by Activity (CPA). Była klasyfikacją sześciopoziomową zharmonizowaną na poziomie 4 znaków z obowiązującą od 1991 r. Europejską Klasyfikacją Działalności (EKD) co oznacza, że KWiU:
- była zbudowana według kryterium pochodzenia, tzn. grupuje wyroby i usługi będące efektem działalności sklasyfikowanej w EKD,
- zachowywała powiązania pojęciowe, zakresowe i kodowe z EKD.

Powiązanie wyrobów i usług z działalnościami sklasyfikowanymi w EKD nadawało KWiU strukturę symetryczną do struktury EKD, a powiązania pojęciowe, zakresowe i kodowe umożliwiają zbieranie, analizę i prezentację informacji statystycznych dotyczących działalności, wyrobów i usług oraz zapewniały jednolitość grupowań występujących w różnych badaniach i opracowaniach.
Dla pozycji sześciocyfrowych, grupujących wyroby KWiU określono powiązania z HS/CN.
Zgodnie z rozporządzeniem Rady Ministrów z dnia 18 marca 1997 r. w sprawie Polskiej Klasyfikacji Wyrobów i Usług (PKWiU), z dniem 1 lipca 1999 r. KWiU została zastąpiona przez PKWiU, jedynie do celów poboru podatku VAT oraz podatku akcyzowego, stosowanie ww. klasyfikacji do końca 2000 roku zostało czasowo utrzymane przez:
- ustawę o podatku od towarów i usług oraz
- ustawę o podatku akcyzowym.